# Чепуров Костянтин Павлович
Костянти́н Па́влович Чепу́ров (* 18 травня 1918, Мілове — тепер Луганська область — 1994, Полтава) — український мікробіолог, 1952 — лауреат Державної премії, 1953 — доктор ветеринарних наук, 1954 — професор, 1968 — заслужений діяч науки УРСР.

## Життєпис
1938 року закінчив Харківський ветеринарний інститут.
Працював у науково-дослідних інститутах і навчальних сільськогосподарських закладах, в тому числі на Далекому Сході — в НДІ Благовєщенська.
У 1955—1961 роках завідував кафедрою мікробіології Узбецького сільськогосподарського інституту, з 1961 — у Полтавському сільськогосподарському.
В своїх працях досліджував збудників інфекційних хвороб, можливості створення біологічних препаратів.
Серед робіт —
- «Уровська хвороба», Благовєщенськ, 1953, 1955, загальна редакція,
- «Хвороби молодняка сільськогосподарських тварин Забайкалля та Далекого Сходу» — разом з доцентом А. В. Черкасовою, 1957, Чита.

На території Полтавської ветеринарної академії встановлена пам'ятна дошка вшанування досягнень Чепурова.